# Carlos Renato Frederico
Carlos Renato Frederico (Morungaba, 21 februari 1957) is een voormalig Braziliaans voetballer, beter bekend als Renato.  

## Biografie
Renato begon zijn carrière bij Guarani, waarmee hij in 1978 landskampioen werd. In 1980 maakte hij de overstap naar São Paulo en won er dat jaar en in 1981 het Campeonato Paulista mee. Na een kort verblijf bij Botafogo ging hij in 1986 voor Atlético Mineiro spelen en won er in 1986 en 1988 het Campeonato Mineiro mee. In 1989 koos hij voor een buitenlands avontuur en ging voor het Japanse Nissan Motors spelen, waarmee hij in 1990 landskampioen werd. Na nog een seizoen bij Kashiwa Reysol keerde hij in 1994 terug naar Brazilië en speelde er voor Ponte Preta. Hij sloot zijn carrière af bij Taubaté.
Hij speelde ook voor het nationale elftal. Hij scoorde in een vriendschappelijke wedstrijd in 1982 tegen Oost-Duitsland en later nog twee keer tegen Chili. Hij zat in de selectie voor het WK 1982, maar kwam daar niet aan spelen toe.